# Forbes Global 2000
La lista Forbes Global 2000 es un ranking anual de 2000 empresas privadas en el mundo por la revista Forbes. La clasificación se basa en una combinación de cuatro indicadores: ventas, utilidades, activos y valor de mercado. La lista ha sido publicada desde 2003.
La lista Forbes Global 2000 es un indicador útil de cuáles son las principales empresas privadas en el mundo, pero es solo una interpretación, ya que solo las empresas cotizadas en bolsa están en la lista. Los resultados no son definitivos, y cualquier cambio de criterios produciría una lista diferente.

## Lista 2022
En 2022, las 10 más grandes empresas según este ranking son :
| Ranking | Empresa                                 | Sede       | Industria    | Ventas (billion $) | Ganancias (billion $) | Activos (billion $) | Valor de mercado (billion $) |
| ------- | --------------------------------------- | ---------- | ------------ | ------------------ | --------------------- | ------------------- | ---------------------------- |
| 1       | Berkshire Hathaway                      | Omaha      | Conglomerado | 276.1              | 89.9                  | 958.8               | 741.5                        |
| 2       | Industrial and Commercial Bank of China | Beijing    | Bancaria     | 208.1              | 54.0                  | 5,518.5             | 214.4                        |
| 3       | Saudi Aramco                            | Dhahran    | Petróleo     | 400.4              | 105.4                 | 576.0               | 2,292.1                      |
| 4       | JPMorgan Chase                          | Nueva York | Bancaria     | 124.5              | 42.1                  | 3,954.7             | 374.5                        |
| 5       | China Construction Bank                 | Beijing    | Bancaria     | 202.1              | 46.9                  | 4,747.0             | 181.3                        |
| 6       | Amazon.com, Inc.                        | Seattle    | Comercio     | 469.8              | 33.4                  | 420.6               | 1,468.4                      |
| 7       | Apple Inc.                              | Cupertino  | Informática  | 678.7              | 100.6                 | 381.2               | 2,640.3                      |
| 8       | Agricultural Bank of China              | Beijing    | Bancaria     | 181.4              | 37.4                  | 4,561.1             | 133.4                        |
| 9       | Bank of America                         | Charlotte  | Bancaria     | 96.8               | 31.0                  | 3,238.2             | 303.1                        |
| 10      | Toyota Motor                            | Toyota     | Automoción   | 281.8              | 28.2                  | 552.5               | 237.7                        |

## Lista 2021
En 2021, las 10 más grandes empresas según este ranking son :
| Ranking | Empresa                                 | Sede       | Industria    | Ventas (billion $) | Ganancias (billion $) | Activos (billion $) | Valor de mercado (billion $) |
| ------- | --------------------------------------- | ---------- | ------------ | ------------------ | --------------------- | ------------------- | ---------------------------- |
| 1       | Industrial and Commercial Bank of China | Beijing    | Bancaria     | 190.5              | 45.8                  | 4914.7              | 249.5                        |
| 2       | JPMorgan Chase                          | Nueva York | Bancaria     | 136.2              | 40.4                  | 3689.3              | 464.8                        |
| 3       | Berkshire Hathaway                      | Omaha      | Conglomerado | 245.5              | 42.5                  | 873.7               | 624.4                        |
| 4       | China Construction Bank                 | Beijing    | Bancaria     | 173.5              | 39.3                  | 4301.7              | 210.4                        |
| 5       | Saudi Aramco                            | Dhahran    | Petróleo     | 229.7              | 49.3                  | 510.3               | 1897.2                       |
| 6       | Apple Inc.                              | Cupertino  | Informática  | 294                | 63.9                  | 354.1               | 2252.3                       |
| 6       | Bank of America                         | Charlotte  | Bancaria     | 98.8               | 17.9                  | 2832.2              | 336.3                        |
| 6       | Ping An Insurance                       | Shenzhen   | Seguro       | 169.1              | 20.8                  | 1453.8              | 211.2                        |
| 9       | Agricultural Bank of China              | Beijing    | Bancaria     | 153.9              | 31.3                  | 4159.9              | 140.1                        |
| 10      | Amazon`Inc.                             | Seattle    | Comercio     | 386.1              | 21.3                  | 321.2               | 1711.8                       |

## Lista 2020
En 2020, las 10 más grandes empresas según este ranking son :
| Ranking | Empresa                                               | Sede      | Industria    | Ventas (billion $) | Ganancias (billion $) | Activos (billion $) | Valor de mercado (billion $) |
| ------- | ----------------------------------------------------- | --------- | ------------ | ------------------ | --------------------- | ------------------- | ---------------------------- |
| 01.     | Banco Industrial y Comercial de China limitado (ICBC) | Beijing   | Bancaria     | 177.2              | 45.3                  | 4322.5              | 242.3                        |
| 02.     | Banco de Construcción de China`(CCB)                  | Beijing   | Bancaria     | 162.1              | 38.9                  | 3822                | 203.8                        |
| 03.     | JP Morgan Chase & Co.                                 | New York  | Bancaria     | 142.9              | 30                    | 3139.4              | 291.7                        |
| 04.     | Berkshire Hathaway Inc.                               | Omaha     | Conglomerado | 254.6              | 81.4                  | 817.7               | 455.4                        |
| 05.     | Agricultural Bank of China (ABC)                      | Beijing   | Bancaria     | 148.7              | 30.9                  | 3697.5              | 147.2                        |
| 06.     | Saudi Aramco`~`                                       | Dhahran   | Petróleo     | 329.8              | 88.2                  | 398.3               | 1284.8                       |
| 07.     | Ping An Insurance                                     | Shenzhen  | Seguro       | 155                | 18.8                  | 1218.6              | 187.2                        |
| 08.     | Corporación Bank of America`                          | Charlotte | Bancaria     | 112.1              | 24.1                  | 2620                | 208.6                        |
| 09.     | Apple Inc.`~`                                         | Cupertino | Informática  | 267.7              | 57.2                  | 320.4               | 1285.5                       |
| 10.     | Amazon`Inc.`~`                                        | Seattle   | Comercio     | 138.6              | 46.3                  | 285.4               | 1258.8                       |

Read Complete Forbes GLOBAL 2000 (2020)

## Lista 2019
En 2019, las 10 más grandes empresas según este ranking son :
| Ranking | Empresa                                 | Sede          | Industria                   | Ventas (billion $) | Ganancias (billion $) | Activos (billion $) | Valor de mercado (billion $) |
| ------- | --------------------------------------- | ------------- | --------------------------- | ------------------ | --------------------- | ------------------- | ---------------------------- |
| 1       | Industrial and Commercial Bank of China | Pekín         | Banking, financial services | 175.9              | 45.2                  | 4034.5              | 305.1                        |
| 2       | JPMorgan Chase                          | Nueva York    | Banking, financial services | 132.9              | 32.7                  | 2737.2              | 368.5                        |
| 3       | China Construction Bank                 | Pekín         | Banking, financial services | 150.3              | 38.8                  | 3382.4              | 225                          |
| 4       | Agricultural Bank of China              | Pekín         | Banking, financial services | 137.5              | 30.9                  | 3293.1              | 197                          |
| 5       | Bank of America                         | Charlotte     | Banking, financial services | 111.9              | 28.5                  | 2377.2              | 287.3                        |
| 6       | Apple Inc.                              | Cupertino     | Computing                   | 261.7              | 59.4                  | 373.7               | 961.3                        |
| 7       | Ping An Insurance Group                 | Shenzhen      | Insurance                   | 151.8              | 16.3                  | 1038.3              | 220.2                        |
| 8       | Bank of China                           | Pekín         | Banking, financial services | 126.7              | 27.5                  | 3097.6              | 143                          |
| 9       | Royal Dutch Shell                       | La Haya       | Oil & Gas                   | 382.6              | 23.3                  | 399.2               | 264.9                        |
| 10      | Wells Fargo                             | San Francisco | Banking, financial services | 101.5              | 23.1                  | 1887.8              | 214.7                        |

## Lista 2018
En 2018, las 10 más grandes empresas según este ranking son:
| Ranking | Empresa                                 | Sede          | Industria                   | Ventas (billion $) | Ganancias (billion $) | Activos (billion $) | Valor de mercado (billion $) |
| ------- | --------------------------------------- | ------------- | --------------------------- | ------------------ | --------------------- | ------------------- | ---------------------------- |
| 1       | Industrial and Commercial Bank of China | Beijing       | Banking, financial services | 165.3              | 43.7                  | 4210.9              | 311                          |
| 2       | China Construction Bank                 | Beijing       | Banking, financial services | 143.2              | 37.1                  | 3631.6              | 261.2                        |
| 3       | JPMorgan Chase                          | New York      | Banking, financial services | 118.2              | 26.5                  | 2609.8              | 387.7                        |
| 4       | Berkshire Hathaway                      | Omaha         | Conglomerate                | 235.2              | 39.7                  | 702.7               | 491.9                        |
| 5       | Agricultural Bank of China              | Beijing       | Banking, financial services | 129.3              | 29.6                  | 3439.3              | 184.1                        |
| 6       | Bank of America                         | Charlotte     | Banking, financial services | 92.2               | 16.6                  | 2196.8              | 231.9                        |
| 7       | Wells Fargo                             | San Francisco | Banking, financial services | 103.0              | 21.7                  | 1915.4              | 265.3                        |
| 8       | Apple Inc.                              | Cupertino     | Computing                   | 247.5              | 53.3                  | 367.5               | 926.9                        |
| 9       | Bank of China                           | Beijing       | Banking, financial services | 118.2              | 26.4                  | 3204.2              | 158.6                        |
| 10      | Ping An Insurance Group                 | Shenzhen      | Insurance                   | 141.6              | 13.9                  | 1066.4              | 181.4                        |

### Por País de Origen (Forbes 2000*)
| Ranking | País                                            | Empresa |
| ------- | ----------------------------------------------- | ------- |
| 01.     | (Incluyendo Puerto Rico)                        | 621***  |
| 02      | (Incluyendo Hong Kong)                          | 298**   |
| 03.     | Bandera de Japón                                | 193*    |
| 04.     | Bandera de Alemania                             | 85**    |
| 05.     | Bandera de la India                             | 65**    |
| 06.     | (IncluyendoUKOTs)                               | 61**    |
| 07.     | (Incluyendo DOM-TOM)                            | 60**    |
| 08.     | Excluyendo                                      | 60*     |
| 09.     | (Excluyendo Quebec)                             | 40**    |
| 10.     | Excluyendo                                      | 25**    |
| 11.     | Excluyendo                                      | 20**    |
| 12.     | Bandera de Australia · Bandera de Nueva Zelanda | 20**    |
| 13.     | Excluyendo TDKİK                                | 20**    |
| 14.     | Bandera de Italia                               | 20*     |
| 15.     | Bandera de Rusia                                | 20**    |
| 16.     | Bandera de España                               | 20**    |
| 17.     | Bandera de los Países Bajos                     | 17*     |
| 18.     | Bandera de Suecia                               | 16*     |
| 19.     | Bandera de Irlanda                              | 16*     |
| 20.     | Bandera de Brasil                               | 16**    |
| 21.     | Bandera de Tailandia                            | 15      |
| 22.     | Bandera de Taiwán                               | 15**    |
| 23.     | Bandera de Sudáfrica                            | 15**    |
| 24.     | Bandera de Dinamarca                            | 12*     |
| 25.     | Bandera de Malasia                              | 12*     |
| 26.     | Bandera de México                               | 12**    |
| 27.     | Bandera de Israel                               | 11'     |
| 28.     | Bandera de Singapur                             | 10      |
| 29.     | Bandera de Argelia                              | 10**    |
| 30.     | Bandera de Emiratos Árabes Unidos               | 10*     |
| 31.     | Bandera de Bélgica                              | 10*     |
| 32.     | Bandera de Noruega                              | 10*     |
| 33.     | Bandera de Chile                                | 09*     |
| 34.     | Bandera de Finlandia                            | 09*     |
| 35.     | Bandera de Omán                                 | 07*     |
| 36.     | Bandera de Austria                              | 06*     |
| 37.     | Bandera de Jordania                             | 06*     |
| 38.     | Bandera de Colombia                             | 06      |
| 39.     | Bandera de Filipinas                            | 06      |
| 40.     | Bandera de Polonia                              | 06      |
| 41.     | Bandera de Portugal                             | 05*     |
| 42.     | Excluyendo e incluyendo                         | 05*     |
| 43.     | Bandera de Vietnam                              | 05      |
| 44.     | Bandera de Libia                                | 05*     |
| 45.     | Bandera de Kuwait                               | 04*     |
| 46.     | Bandera de Argentina                            | 04**    |
| 47.     | Bandera de Niger · Bandera de Nigeria           | 04***   |
| 48.     | Bandera de Líbano                               | 02      |
| 49.     | Bandera de Perú                                 | 02      |
| 50*     | Bandera de Grecia                               | 02*     |
| 51.*    | Bandera de Venezuela                            | 02      |

.:

## Lista 2009
A continuación se enumeran las 20 empresas que figuran en la lista del 2009.
| Rango | Compañía           | Sede                       | Industria          | Ingresos (miles de millones $) | Beneficios (mm $) | Activos (mm $) | Valor de Mercado (mm $) |
| ----- | ------------------ | -------------------------- | ------------------ | ------------------------------ | ----------------- | -------------- | ----------------------- |
| 01    | General Electric   | EE. UU.                    | Conglomerado       | 182.52                         | 17.41             | 797.77         | 88.77                   |
| 02    | Royal Dutch Shell  | Países Bajos               | Petróleo y Gas     | 458.36                         | 26.28             | 278.44         | 135.10                  |
| 03    | Toyota             | Japón                      | Automotriz         | 263.42                         | 17.21             | 324.98         | 102.35                  |
| 04    | ExxonMobil         | EE. UU.                    | Petróleo y Gas     | 425.70                         | 45.22             | 228.05         | 335.54                  |
| 05    | BP                 | Reino Unido                | Petróleo y Gas     | 361.14                         | 21.16             | 228.24         | 119.70                  |
| 06    | HSBC               | Reino Unido                | Banca              | 142.05                         | 5.73              | 2,570.45       | 85.04                   |
| 07    | AT&T               | EE. UU.                    | Telecomunicaciones | 124.03                         | 12.87             | 265.25         | 140.08                  |
| 08    | Wal-Mart           | EE. UU.                    | Minorista          | 405.61                         | 13.40             | 163.43         | 193.15                  |
| 09    | Banco Santander    | España                     | Banca              | 96.23                          | 13.25             | 1,318.86       | 49.75                   |
| 10    | Chevron            | EE. UU.                    | Petróleo y Gas     | 255.11                         | 23.93             | 161.17         | 121.70                  |
| 11    | Total              | Francia                    | Petróleo y Gas     | 223.15                         | 14.74             | 164.66         | 112.90                  |
| 12    | ICBC               | República Popular de China | Banca              | 53.60                          | 11.16             | 1,188.08       | 170.83                  |
| 13    | Gazprom            | Rusia                      | Petróleo y Gas     | 97.29                          | 26.78             | 276.81         | 74.55                   |
| 14    | PetroChina         | República Popular de China | Petróleo y Gas     | 114.32                         | 19.94             | 145.14         | 270.56                  |
| 15    | Volkswagen Group   | Alemania                   | Automotriz         | 158.40                         | 6.52              | 244.05         | 75.18                   |
| 16    | JP Morgan Chase    | EE. UU.                    | Banca              | 101.49                         | 3.70              | 2,175.05       | 85.87                   |
| 17    | GDF Suez           | Francia                    | Servicios públicos | 115.59                         | 9.05              | 232.71         | 70.46                   |
| 18    | Eni                | Italia                     | Petróleo y Gas     | 158.32                         | 12.91             | 139.80         | 80.68                   |
| 19    | Berkshire Hathaway | EE. UU.                    | Conglomerate       | 107.79                         | 4.99              | 267.40         | 122.11                  |
| 20    | Vodafone           | Reino Unido                | Telecomunicaciones | 70.39                          | 13.30             | 252.08         | 93.66                   |

La lista completa está disponible aquí.